# Stara Synagoga w Brzezinach
Stara Synagoga w Brzezinach – pierwsza, drewniana synagoga znajdująca się w Brzezinach przy dawnej ulicy Żydowskiej.
Synagoga została zbudowana w latach 70. XVIII wieku. Spłonęła podczas pożaru miasta w 1875 roku. Na jej miejscu w 1893 roku stanęła nowa, murowana synagoga.